# ファースト・ソーラー
ファーストソーラー（First Solar）は、太陽光を電力に変換する低コストの薄膜太陽電池モジュール（ソーラーパネル）を製造・販売する企業。一般的な結晶シリコンではなくテルル化カドミウム (CdTe) を使い、より低コストで様々な温度や太陽光の条件下でも発電能力の高いモジュールを製造している。同社の垂直統合型のビジネスモデルは、プロジェクト開発から、プロジェクト・ファイナンス、グリッド統合、発電所の最適化、モジュール製造、周辺機器、エンジニアリングと建設、運転管理と保守点検を含む太陽光発電のバリューチェーン全体に及んでおり、包括的な太陽光発電ソリューションを提供している。実験室での評価では、CdTeテクノロジーを使ったソーラーパネルの発電効率は高くないが、屋外での評価ではシリコンをベースとしたものと同等かそれ以上の性能を発揮する。
ファーストソーラーは世界で初めて発電能力1ワット当たりの製造コストを1ドル未満にした企業であり、太陽光発電コストを従来の発電方法のレベルにまで下げた。これが太陽光発電産業の転換点になったと考えられる。

## テクノロジー
ガラス上にテルル化カドミウム (CdTe) の薄膜を形成した太陽電池モジュールを製造している。2013年2月、ファーストソーラーは変換効率18.7%の電池を作り、それまで2011年の17.3%だった世界記録を塗り替えた。ファーストソーラー・モジュールは世界中の第三者機関によるラボで、性能と安全性に関して国際規格に適合していることが認定されている。。
ソーラーパネルの流通ネットワークは、12以上もの異なる国々で 39以上の販売業者と卸業者を抱えている。

## 歴史
1984年、ハロルド・マクマスター (en) が Glasstech Solar を創業。マクマスターは低コストの薄膜太陽電池を大規模に製造しようと考えた。アモルファスシリコンを試した後、ジム・ノーランの勧めでCdTeに移行し、1990年に Solar Cells, Inc. (SCI) を創業。1999年2月、マクマスターは会社をウォルマートのオーナーとして有名なウォルトン家が運営するベンチャーキャピタル True North Partners に売却した。新会社の取締役会にはジョン・T・ウォルトン (en) も参加し、True North の Mike Ahearn がCEOに就任して新社名をファーストソーラーとした。当初ファーストソーラーの太陽電池モジュールの変換効率は低く、7%程度だった。
ファーストソーラーは2002年に製品の生産を開始し、2005年には年間生産量を発電量に換算して25メガワットに到達。2009年末には年間生産量が1ギガワットを越え、世界一の太陽電池モジュール製造企業となった。
本社はアリゾナ州テンピにあり、製造工場はオハイオ州ペリーズバーグとマレーシアのクリムにある。
2010年7月、ファーストソーラーはユーティリティ・ビジネス部門を創設し、大規模太陽光発電ソリューション市場に進出した。様々な顧客へのソーラーパネル製造販売、エンジニアリング、調達、建設、運用、保守といったサービスを続けながら、新部門では太陽光発電所で発電した電力を顧客に売るユーティリティ事業を展開する。
2012年5月3日、それまでチーフ・コマーシャル・オフィサー（CCO）であったジム・ヒューズ（James Hughes）がファーストソーラーのCEOに任命された。創業者であり前CEOのマイク・エイハーンは取締役会長にとどまっている。

## 市場の変遷
これまでファーストソーラーは太陽電池を太陽光発電所の開発者、システムインテグレーター、独立系発電業者に販売している。当初は、2000年の再生可能エネルギー法（EEG）を受けて制定された太陽光発電への優遇政策が奏功し、ドイツでの売り上げが主力だった。アメリカ合衆国では太陽光発電で電力供給（販売）できるようになるための企業買収を行い、今後売り上げが増えることが期待されている。実際、アメリカ国内で売電している太陽光発電施設の40%以上がファーストソーラーの製品を使っている。ドイツ、フランス、イタリア、スペインをはじめ、ヨーロッパ市場における送電費用助成金の引き下げや不確実性から、ファーストソーラーなどの有力太陽電池製造業者は米国、インド、中国など、他市場展開を加速させている。
ファーストソーラーが有する太陽光発電所のプロジェクト・パイプラインは世界最大で、現在の契約は世界全域で約3 GWである。
ファーストソーラーの製品を使っているヨーロッパの開発業者、システムインテグレーターなどは15社ある。2007年、そのうちの6社（Blitzstrom GmbH、Colexon Energy AG、Conergy AG、Gehrlicher Umweltschonende Energiesysteme GmbH、Juwi Solar GmbH、フェニックス・ソーラー）がファーストソーラーの売り上げの10%から23%を占めていた。2007年、新たに EDF Energies Nouvelles、Sechilienne-Sidec、Rio Energie、Sun Edison と契約を結んだ。また、Juwi との契約内容を拡大した。2010年8月、Colexonとの契約を拡大している。
ファーストソーラーの1ワットの発電能力当たりの製造コストは、2007年には1.23ドル、2008年には1.08ドルだった。2009年2月24日、その値は1ドルの壁を突き破り0.98ドルとなった。2010年第1四半期には、1ワット当たり0.77ドルにまで低減されている。
2010年3月、ファーストソーラーはソーラーパネル専門業者として初めてデザーテック（Desertec Industrial Initiative、DII）に参加した。デザーテックはサハラ砂漠で太陽光や風力などで大規模に発電し、その電力をアフリカやヨーロッパに供給するという巨大プロジェクトである。ファーストソーラーは太陽光発電施設についての専門知識でこのプロジェクトに貢献する。

### 生産能力の変遷
2012年時点で、ファーストソーラーには28の製造ラインがあり、1,900メガワットの年間生産能力がある。各製造ラインの生産能力は70メガワットである。最初の工場はオハイオ州に建設し、その後ドイツのフランクフルト・アン・デア・オーダーに4つの製造ラインを持つ工場を建設した。2007年4月、マレーシアの クリム・ハイテク・パーク に工場を建設することを発表し、2010年にはこれが6工場に拡張された。2008年10月、オハイオ州ペリーズバーグの工場拡張を開始し、2010年に工事が完了した。。それによって全世界でのファーストソーラーの年間生産能力は1,228メガワットとなった。

2012年5月、マレーシアの4つの製造ラインを閉鎖、ドイツの工場も閉鎖された。
| 国                     | 2005年 | 2006年 | 2007年 | 2008年 | 2009年 | 2010年 | 2011年 | 2012年      |
| ---------------------- | ------ | ------ | ------ | ------ | ------ | ------ | ------ | ----------- |
| 製造ライン毎の生産能力 | 25     | 33     | 044    | 048    | 53     | 62.6   | 66     | （推定）70  |
| USA                    | 25     | 100    | 132    | 143    | 160    | 250    | 264    | 280         |
| ドイツ                 | -      | -      | 176    | 191    | 214    | 250    | 528    | （推定）220 |
| マレーシア             | -      | -      | -      | 382    | 854    | 1002   | 1584   | 1400        |
| 総生産能力             | 25     | 100    | 308    | 716    | 1228   | 1502   | 2376   | 1900        |

- 出典: First Solar Financial Report for Quarter 1 2012 Earnings Call
- 国の列のソートボタンで元の配列順序に戻る。

## 業績
|                                   | 2012年第4四半期            | 2012年                     |
| --------------------------------- | -------------------------- | -------------------------- |
| 純売上高                          | 11億ドル                   | 34億ドル                   |
| 粗利益                            | 27.3%                      | 25.3%                      |
| 純利益                            | 1億5,400万ドル             | （9,600万ドル）            |
| 1株当たりの純利益（完全希薄化後） | 1.74ドル                   | （1.1ドル）                |
| 運用コスト（OPEX）                | 1億2,200万ドル             | 8億9,000万ドル             |
| 現金および現預金                  | 12月31日時点で9億100万ドル | 12月31日時点で9億100万ドル |

First Solar 2012 Annual Report 

2008年11月、フォーチュン誌はファーストソーラーについて「目標達成を至上課題とする経営陣によって、不要なコストを削減し、定期的に自らの目標や市場の予想を超えて行く」と評している。ファーストソーラーの成功の主要因はその経営にあるが、ソーラーパネルの低価格さがその根幹にある。シリコンの代わりにテルル化カドミウムを使ったことが低価格達成を可能とした。例えば結晶シリコンのソーラーパネルでは1ワット当たり平均で1.85ドルのコストがかかる。

## グリッドパリティ
2012年11月、ファーストソーラーは製造コストが2012年2月から6セント下がり、1ワット当たり67セントになったことを発表。2017年までに、太陽電池モジュールのワット当たりのコストはさらに下がり、40セント未満になることが見込まれる。コスト低減の最大要因は生産効率の向上と規模の拡大である。。

## 導入実績
ファーストソーラーが関わった大規模な太陽光発電プロジェクトを示す。

### ヨーロッパ
1. 2008年10月、Riedel Recycling がドイツ最大の薄膜ソーラーパネルによるルーフ発電システムをデュースブルク近郊のメールスに設置。11,000枚のファーストソーラー製パネルで、837kWの発電能力がある[28]。
2. ドイツのトリーアにある Stadtwerke Trier (SWT) は世界有数の薄膜ソーラーパネルによる太陽光発電施設。2009年2月現在、年間9GWhの電力を発電すると見積もられており、2,400戸の電力消費をまかなえるとされている。また、20年間に渡って10万トンのCO2を削減すると見積もられている[29]。
3. ドイツのライプツィヒ近郊の Walkdpolenz Solar Park は世界有数の薄膜ソーラーパネルによる太陽光発電施設。Juwi Group が建設し、40MWの発電能力がある。2008年に本格稼働を開始。
4. かつての陸軍の訓練場だった126ヘクタールの土地を使って建設されたドイツの Lieberose Solar Park は2009年12月に稼働開始し、53MWの発電能力を有する。70万枚のソーラーパネルを使用している[30]。
5. イタリアのヴェローナにある競技場スタディオ・マルカントニオ・ベンテゴディでは、ファーストソーラー製薄膜ソーラーパネルを1万3千枚屋根に設置している[31]。
6. フランスのツール・ロジエでは、フランス北東部ナンシー郊外の旧NATO空軍跡地（敷地面積522ヘクタール）に55MWの太陽光発電所を建設。2012年5月に建設を完了、フランス電力公社（EDF S.A）向けに同6月から売電を開始している。プロジェクトには、EDFエネルジ・ヌーベル社、三菱商事などが出資している[32]。

### 北米
1. ネバダ州ボールダーシティの El Dorado Solar Power Plant は、Sempra Generation が開発・運営しており、面積88エーカーで10MWの発電能力がある。2008年7月建設が始まった[33]。2009年4月、Sempraとファーストソーラーは発電能力を48MWに拡張することを発表。2011年にこの拡張が完了すると、3万戸の電力消費をまかなえ、毎年5万トンのCO2削減となるという[34]。
2. カリフォルニア州ブライスには、NRG Energy が運営する21MWの太陽光発電施設がある。面積は200エーカーで、毎年1万2千トンのCO2削減となっている[33]。
3. カリフォルニア州のデザートセンターには550MWの太陽光発電所を建設予定であり、Pacific Gas and Electric Company（300MW）と Southern California Edison（250MW）に電力を売る契約をしている。約16万戸の電力消費をまかなえる能力がある[35][36]。
4. カナダのオンタリオ州サーニアには80MWの太陽光発電所がある。ファーストソーラーとEnbridgeが2010年10月に完成させた。稼働中の太陽光発電所としては世界最大であり、1万2800戸の電力消費をまかなえる[37]。
5. カリフォルニア州サンルイスオビスポ郡に建設予定の550MWの Topaz Solar Farm は Pacific Gas and Electric Company に電力を売る契約となっている[38]。
6. ニューメキシコ州シマロンにある30MWの太陽光発電所は Southern Company と Turner Renewable Energy が買い取ったもので、ファーストソーラーが開発・建設を行った。また、25年契約で運用と保守を請け負っている。約9000戸または18000人の電力消費をまかなえ、毎年4万5千トンのCO2削減となっている[39]。

### アジア
1. 中国内モンゴル自治区のオルドス市に2000MW（2GW）の太陽光発電所を建設する協定を結んだ。
2. オーストラリアのニューサウスウェールズ州では、159 MWの太陽光発電所を建設。ファーストソーラーは、同州ニンガン（Nyngan）に建設される106 MWの発電所、およびブロークン・ヒル（Broken Hill）に建設される53 MWの2つの発電所に計159 MWのモジュールを提供。それぞれの発電所はオーストラリアのエネルギー供給会社であるAGLエナジー（AGL Energy）社の所有となる。同プロジェクトは、政府のソーラー・フラッグシップ・プログラム（Solar Flagships Program）の一環として建設され、約3万戸の電力消費をまかなえる能力がある[40]。
3. オーストラリアの西オーストラリア州、グリーナウ・リバーでは、10MWの太陽光発電所を建設中。すべての電力はThe WA Water Corporation に売る契約となっている。発電所は、西オーストラリア州の州営電力会社Verve EnergyとGE Energy Financial Serviceが所有。ファーストソーラーは15万枚の薄膜太陽光モジュールのほか、設計、調達、建設サービス、運営とメンテナンスサポートを提供する[41]。
4. インドのラジャスタン州ファローディでは、50MWの太陽光発電所を建設中。石炭100万トンを代替するエネルギーを発電する計画。ファーストソーラーは、キランエナジーの20MWの発電所、およびマヒンドラソーラーワンの30 MWの2つの発電所に計50MWのモジュールを提供。合計58万5,000枚以上の薄膜太陽光モジュールを提供する[42]。
5. インドのラジャスタン州ジャイサルメルの太陽光発電所向けに100MW規模の太陽光モジュールをリライアンス・パワーに供給する契約を締結[43]。
6. 買収したテトラサンの技術を用いた日本における太陽電池モジュールを日本市場において2015年4月まで販売する契約をJX 日鉱日石エネルギーと締結[44]。

### ニュース
- "First Solar: Quest for the $1 Watt," IEEE Spectrum, August 2008
- First Solar goes for reduction in manufacturing cost
- First Solar Profit Soars on Rising Solar-Panel Sales
- Managing director of First Solar GmbH speaks about developments in thin-film
- First Solar Completes 2-MW Project for SCE and is Awarded Second Contract
- First Solar's Bright Future - BusinessWeek
- Expert Representative for Malaysia in the International Energy Agency Photovoltaic Power System (IEA PVPS) Task 13 (Performance and Reliability of PV systems) 2010 - 2014 by Pusat Tenaga Malaysia